# بهترین دروازه‌بان اروپا
بهترین دروازه‌بان اروپا، عنوان یک جایزهٔ فوتبالی است که سالانه از سال ۱۹۹۰، به برجسته‌ترین دروازه‌بان شاغل در اروپا اهدا می‌شود. طبق رای‌گیری مجله یوفا در سال ۲۰۰۹، اروپا اسپورت مدیا به عنوان اهداکنندهٔ این جایزه تعیین شده‌است.

## فهرست برندگان
- ۱۹۹۰ –  والتر زنگا
- ۱۹۹۱ –  بودو ایلگنر
- ۱۹۹۲ –  پیتر اشمایکل
- ۱۹۹۳ –  پیتر اشمایکل
- ۱۹۹۴ –  میشل پرودوم
- ۱۹۹۵ –  ادوین فن در سار
- ۱۹۹۶ –  آندریاس کوپکه
- ۱۹۹۷ –  ینس لمان
- ۱۹۹۸ –  پیتر اشمایکل
- ۱۹۹۹ –  الیور کان
- ۲۰۰۰ –  الیور کان
- ۲۰۰۱ –  الیور کان
- ۲۰۰۲ –  الیور کان
- ۲۰۰۳ –  جانلوئیجی بوفون
- ۲۰۰۴ –  ویتور بایا
- ۲۰۰۵ –  پیتر چک
- ۲۰۰۶ –  ینس لمان
- ۲۰۰۷ –  پیتر چک
- ۲۰۰۸ –  پیتر چک
- ۲۰۰۹ –  ادوین فن در سار
- ۲۰۱۰ –  ایکر کاسیاس
- ۲۰۱۱ –  مانوئل نویر
- ۲۰۱۲ –  پیتر چک
- ۲۰۱۳ –  مانوئل نویر
- ۲۰۱۴ –  مانوئل نویر
- ۲۰۱۵ –  مانوئل نویر
- ۲۰۱۶ –  جانلوئیجی بوفون
- ۲۰۱۷ –  جانلوئیجی بوفون
- ۲۰۱۸ –  کیلور ناواس
- ۲۰۱۹ –  الیسون بکر
- ۲۰۲۰ –  مانوئل نویر